# Градообразующее предприятие
Градообразу́ющее предприя́тие — производственное предприятие, на котором занята значительная или основная часть работоспособного населения города или посёлка. Такие населённые пункты называют моногородами, социальная и экономическая сфера в них напрямую зависит от ситуации на производственном комплексе.

## Понятие
Нормативно-правовые акты в России дают противоречивые определения понятию «градообразующее предприятие»:
- Правительство Российской Федерации в постановлении от 29 августа 1994 года относило к градообразующим предприятия, где трудилось не менее 30 % от общего числа работоспособного населения города либо на балансе которых имеются объекты социально-коммунальной сферы и инженерной инфраструктуры, обслуживающие не менее 30 % населения. Но указом президента от 2005 года это постановление фактически утратило юридическую силу[3][4].
- В Федеральном законе от 2002-го «О несостоятельности (банкротстве)» зафиксировано, что градообразующими признаются юридические лица, численность сотрудников которых составляет не менее 25 % рабочего населения города[5][6]. Такие же критерии даёт акт «О внесении изменений в Федеральный закон „Об охране окружающей среды“ и отдельные законодательные акты Российской Федерации».
- В разных отраслях могут применять собственные нормативы. Например, в Отраслевом тарифном соглашении в электроэнергетике Российской Федерации, действовавшем по соглашению между Общероссийским объединением работодателей электроэнергетики и Всероссийским электропрофсоюзом до 2018-го, градообразующим признавалось предприятие, на котором занято не менее 30 % от общего числа работающих в городе (посёлке)[7].

## Характеристики
Градообразующие предприятия тесно связаны с моногородами, которые строят вокруг производственных объектов для расселения рабочих. В таких поселениях градообразующие функции преобладают над градообслуживающими: слабо развита непроизводственная инфраструктура, её планировка подчинена особенностям рабочего процесса.
С середины XX века по всему миру формируется система взаимодействия градообразующих предприятий и городов. Если раньше для фабрик была характерна монопрофильная специализация, то к этому периоду развитие промышленности требовало создания научно-образовательных центров. В моногородах открывали исследовательские институты и научные организации. Под понятием «градообразующее предприятие» начали понимать не только отдельно стоящие заводы и фабрики, но и специализированные комплексы. В этот же период градообразующие предприятия начали участвовать в формировании социального сектора: с их помощью возводили дома культуры, театры, музеи, библиотеки. Органы местного самоуправления оказались полностью зависимыми от руководства градообразующего предприятия, а городской бюджет — от экономической ситуации на производстве.
Градообразующее предприятие оказывает прямое и опосредованное влияние на связанный с ним моногород. К опосредованному относят вспомогательные производственные структуры, которые параллельно функционируют самостоятельно. Например, ремонтные, транспортные, строительные бюро могут получать частные заказы. Такая практика способствует экономическому росту, размывает связь моногорода и завода. Прямое взаимодействие проявляется в реализации экономических и социальных функций в городе. Фабричное руководство обеспечивает условия жизни населения. Например, в Советском союзе объекты коммунального хозяйства и жилые комплексы обычно находились на балансе предприятий. После перехода к рыночной экономике расходы на содержание социальной инфраструктуры включили в себестоимость продукции градообразующих предприятий, что сделало её неконкурентоспособной.
Традиционно градообразующие предприятия служили решению государственных задач. Их продукция может быть реализована на локальном, областном, межрегиональном, общенациональном и международном уровнях. Но для большинства свойственна ориентация на федеральные источники спроса. В результате ситуация на производстве сильно зависит от макрофакторов (мировых кризисов, экспорта, информатизации производства и другое). Эксперты отмечают у таких заводов признаки «голландской болезни». Развитие науки и технологизация в постиндустриальном обществе негативно влияют почти на все монопоселения и их градообразующие предприятия. Исключениями являются наукограды, существующие на базе градообразующих научно-производственных комплексов.
Государственная поддержка неконкурентоспособных градообразующих предприятий обычно неэффективна, случаи её применения в мировой практике ограничены. Для выхода из кризисного положения власти совместно с руководством предприятий разрабатывают стратегии по диверсификации моногородов, модернизации производства, создании наукоёмких центров.

## Классификация
Градообразующие предприятия разделяют на производственные и непроизводственные. В первую группу входят промышленные (предприятия лёгкой, нефтегазовой, химической, лесной, пищевой, угольной промышленности, машиностроения, чёрной и цветной металлургии) и инфраструктурные объекты (электростанции). К непроизводственным относятся научно-исследовательские центры и ЗАТО, инфраструктурные объекты (транспортные узлы).
Юридически градообразующие предприятия могут принадлежать государству или коммерческим структурам. В первом случае руководство фабрик традиционно более социально ответственно перед жителями и получает прямое государственное финансирование. В моногородах с коммерческими градообразующими предприятиями ситуация зависит от функциональных особенностей производства. Корпорации бо́льше заинтересованы в высоком уровне жизни в поселениях, где сосредоточены базовые активы. Города, где находятся второстепенная инфраструктура, получают меньше дотаций. Ситуация ухудшается, если штаб-квартира корпорации находится за пределами моногорода. В этом случае интересы местного самоуправления могут не совпадать с политикой компании в целом.
Благополучие моногородов напрямую зависит от ситуации на градообразующих предприятиях, которые разделяют на три типа: относительно благополучные (предприятия ВПК, нефте- и газодобывающие фабрики), малоперспективные (инвестиционно привлекательные фабрики, пригодные к смене собственника и перепрофилированию производства), неперспективные (находятся в наиболее плачевном состоянии). По другой классификации выделяют заводы с необратимым и обратимым кризисом. В первом случае моногород практически не имеет перспектив развития. Во втором — градообразующая фабрика переживает временные трудности, которые способна решить грамотная государственная поддержка.
В зависимости от структуры производства выделяют три типа моногородов:
- К монофункциональным городам относят поселения, с ограниченным числом предприятий. Формально они могут относиться разным отраслям, но взаимосвязаны единой производственной цепочкой или обслуживают один и тот же рынок.
- В моноотраслевых городах действуют несколько предприятий ведущей градообразующей отрасли.
- Моноцентрическими называют город с единственным градообразующим заводом.

## Градообразующие предприятия России
Монопрофильные поселения, связанные с градообразующим предприятием, начали строить в России только во время первой промышленной революции. В основном они относились к металлургической и горнодобывающей отраслям и располагались на Урале. Производственные комплексы полностью контролировали социальные процессы в городе. Органы местного самоуправления в таких поселениях появились только в 1785-м, но фактически руководство предприятий продолжало управлять городами, финансируя их из собственного бюджета.
В течение XIX века активное строили предприятия с прилегающими к ним городам, благодаря чему сформировались топливная и металлургическая базы страны. В центральной части империи получили распространение предприятия лёгкой промышленности (например, Шуя, Орехово-Зуево, Красновишерск).

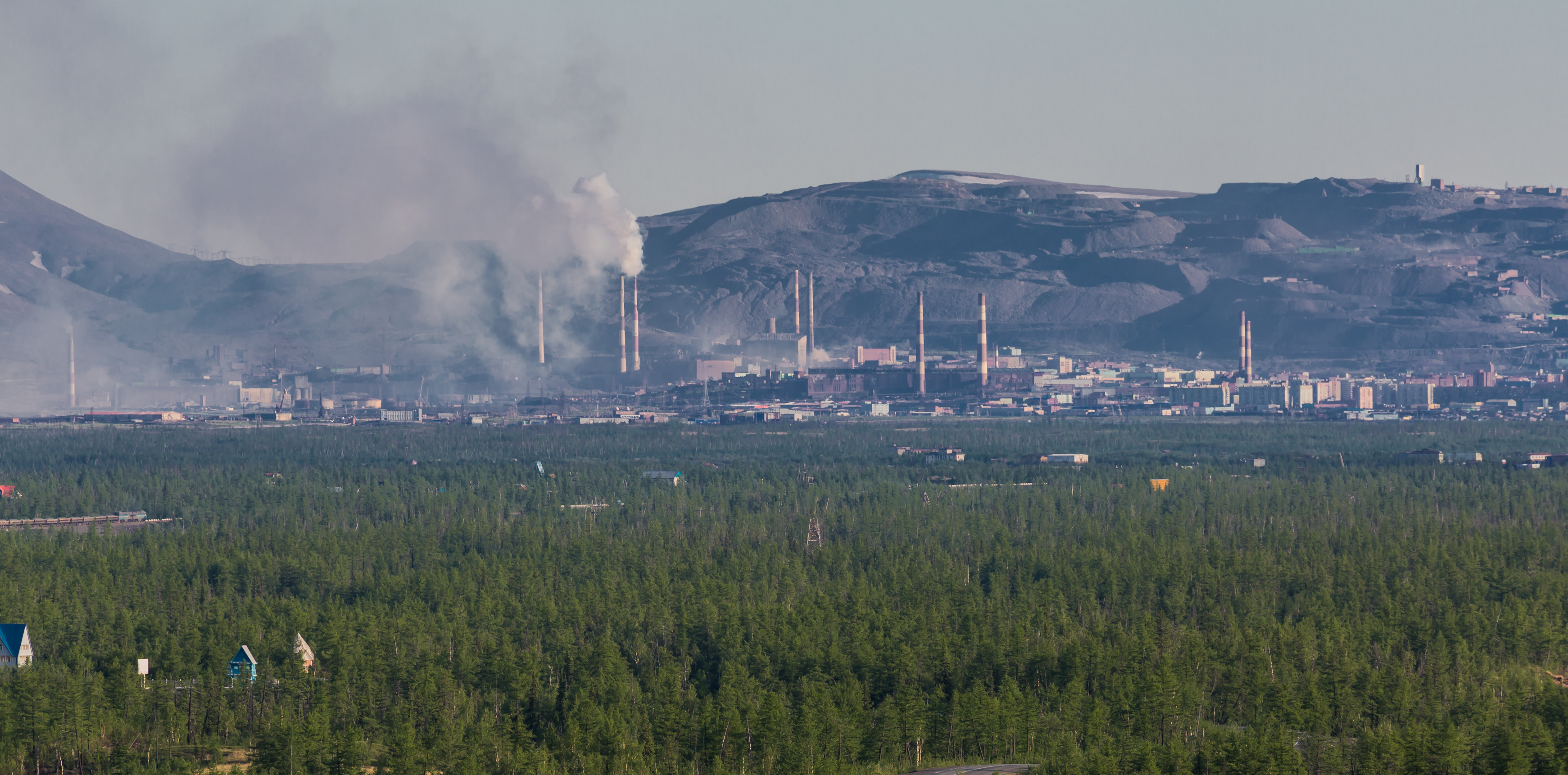
«Норильский никель» — градообразующее предприятие для города Норильска

После Октябрьской революции встал вопрос перевооружения и механизации Красной армии. Правительство стремилось создать изолированный, автономный и самодостаточный промышленный комплекс. Основной задачей государства стала активизация ресурсодобычи и сельскохозяйственного производства. Началось строительство крупных заводов на малоосвоенных территориях Урала, Сибири и Дальнего Востока. Для переселения рабочих ресурсов вокруг фабрик закладывали города, численность населения которых определялась масштабами производства. Именно в этот период в научной литературе получил распространение термин «градообразующее предприятие».
В 1960-х годах по инициативе первого секретаря ЦК КПСС Никиты Хрущёва началась новая волна индустриализации. Под руководством правительства активно строили моногорода машиностроения, лесной и деревообрабатывающей, нефте- и газодобывающей промышленности. Особенностями советских градообразующих предприятий были: связь нескольких фабрик в единую производственную цепочку плановой экономики, отсутствие свободных мощностей и загрузка предприятий заказами. Доля городов и рабочих посёлков, полностью ориентированных на обслуживание одного производства, достигла 30—40 % от всех поселений страны.
После распада Советского Союза и отказа от центрального планирования экономики градообразующие предприятия столкнулись со спадом производства. Негативная ситуация на фабриках стала главной причиной кризиса моногородов 1990-х годов. Согласно исследованию Экспертного института РФ, к 1999-му градообразующие предприятия 83 % монопоселений являлись финансово неблагополучными, возросла социальная напряжённость и уровень безработицы. Правительство начало процесс модернизации существующих производств, субсидировало капитальный ремонт и реконструкцию объектов ЖКХ в моногородах, списывало безнадёжные долги по региональным налогам, предоставляло льготные условия кредитования. Многие градообразующие предприятия проводили политику оптимизации и высвобождения избыточной рабочей силы. Чтобы снизить уровень безработицы и активизировать мобильность трудовых ресурсов, переселенцам предоставляли компенсации. Тем не менее, построенные в советский период заводы и фабрики требовали существенной реновации и перепрофилирования.
Во время кризиса 2008 года сворачивание инвестиционных программ, резкое снижение стоимости экспортной продукции и спроса на неё привели к сокращению прибыли градообразующих предприятий. Большинство моногородов столкнулось с ростом социальной напряжённости и безработицы. К 2010-му проблемы градообразующих предприятий приобрели стратегическое значение для страны. Министерство регионального развития запустило инновационные и долгосрочные целевые программы. При поддержке Внешэкономбанка в 2014-м основали Фонд развития моногородов (ФРМ), который провёл меры по диверсификации экономики монопоселений. Тем не менее программы фонда были прекращены 1 января 2019 года после критики председателя Счётной палаты Алексея Кудрина. Он сомневался в перспективности существовавших проектов по реновации градообразующих предприятий. Позднее Министерство экономического развития и Министерство финансов приступили к разработке новой программы.
Несмотря на ряд проблем, в 2018 году градообразующие предприятия составляли базу промышленного потенциала России. Они влияли на экономическую структуру страны, их модернизация во многом определяла инновационное развитие регионов.

## Градообразующие предприятия других стран

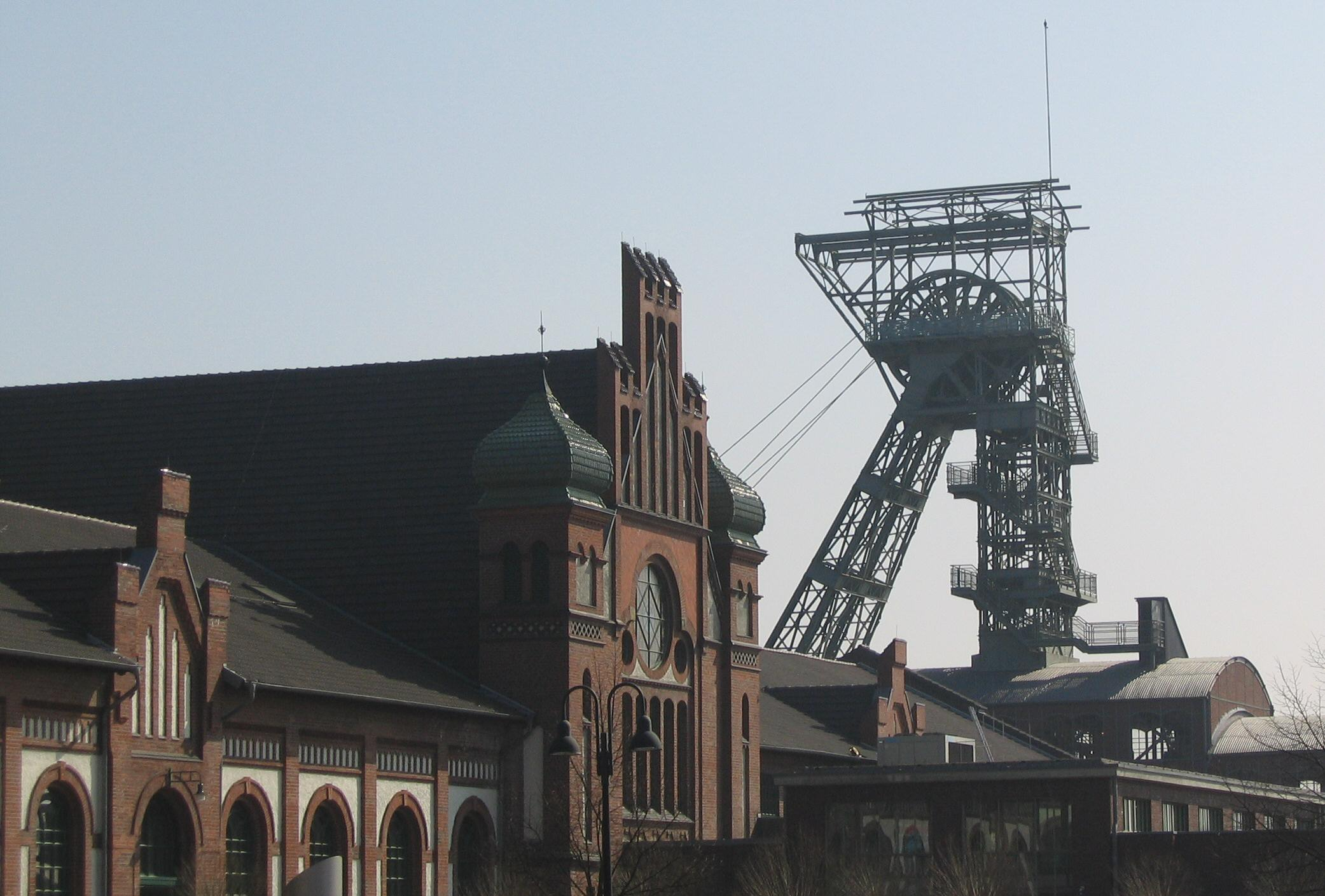
Одна из угольных шахт Дортмунда, одного из центров Рурской области

В XIX—XX веках градообразующие предприятия концентрировались по большей части в горно-металлургическом регионе Руре (Германия), центральных и южных Аппалачах (США), центральной Шотландии (Великобритания). Они переживали экономический подъём, моноспециализация ускоряла формирование отраслей, ориентированных на национальный и международный рынки. Во второй половине XX века градообразующие предприятия большинства развитых стран переживали кризисы, вызванные устареванием технологий, перенасыщением рынков, Великой депрессией 1930-х годов, нефтяным кризисом 1973-го и переносом производств в регионы с дешёвой рабочей силой. В Великобритании, Германии, Франции, США закрывались нерентабельные шахты, оборудование заводов изнашивалось, возрастала безработица и социальная напряжённость. Опыт модернизации кризисных моногородов в США показал, что поддержка градообразующего предприятия не даёт положительного эффекта. Для решения проблем моногородов руководство предприятий и органы местного самоуправления проводили комплексные меры. Они
модернизировали «старые» отрасли и промышленные территории, создавали технологические музеи на базе предприятий.
Специфика и размещение градообразующих предприятий варьируются в зависимости от расположения. Так, в Казахстане в 2012 году к монопрофильным относили примерно треть городов страны, где действовали предприятия по добыче угля, нефти и газа; обрабатывающей промышленности; производству электроэнергии. Градообразующие предприятия Беларуси традиционно строили либо в пределах существовавших поселений, либо рядом с крупными городами. К 2017-му более 80 % находилось в собственности государства и характеризовалось ограниченным экономическим потенциалом. Наиболее проблемными регионами являлись Витебская, Минская и Могилевская области. Большинство моногородов Германии к 2019-му было сконцентрировано в западной части страны. Это связано с тем, что после объединения ФРГ и ГДР крупные комбинаты восточных регионов не справились с конкуренцией, и были реструктурированы. Для градообразующих предприятий Японии характерна высокая степень социальной ответственности из-за практики пожизненного найма работников.